# Friedrich Anton Weiß
Friedrich Anton Weiß (* 11. November 1840 in Schneeberg (Erzgebirge); † 11. September 1916 in Chemnitz) war ein deutscher Dessinateur. Er gilt als sächsischer Pionier in der Leinendamastweberei.

## Leben und Werk
Friedrich Anton Weiß stammte aus dem Erzgebirge, war der Sohn des Schneeberger Bergmanns Franz Friedrich Weiß (1812–1861) und dessen Ehefrau Johanne Wilhelmine Weiß geborene Herchert (1811–1893). Nach seiner Schulzeit nahm er eine Lehre zum Musterzeichner auf. Nach deren Abschluss ging Weiß zwanzig Jahre nach Österreich-Schlesien. In Freiwaldau wurde er in der Firma Rechenhard & Reimann Erster unter sechs Musterzeichnern. Danach wechselte er nach Mährisch-Schönberg zur Firma von Eduard Edlen von Oberleithner Söhnen. Zu den Personen, bei denen sich Weiß technisch weiterbildete, gehörte der 1865 in Wien, seit 1870 in Hanau als Lehrer an der Zeichenakademie wirkende Musterzeichner und Ornamentiker Friedrich Fischbach. Letzterer genoss als Herausgeber der „Stilistischen Flachornamente“ in der Fachwelt einen guten Ruf.
In der Oberleithnerschen Fabrik im Mährisch-Schönberg war Weiß maßgeblich für deren Beteiligung an der Wiener Weltausstellung 1877 verantwortlich. Zu den für die Tafel in die Hofburg nach Wien als Gedecke gelieferten Mustern gehörte auch das im griechischen Stil gehaltene, heute noch in Weiß’ Nachlass vorhandene Muster zweier Delphine für das Tafelgedeck. Zurückgekehrt in das Königreich Sachsen ließ sich Weiß dauerhaft in Chemnitz nieder und förderte in dieser Industriestadt nachhaltig die Leinendamastweberei.
Sein Sohn war der Eisenbahnbaumeister Friedrich Weiß, der sich in der Nähe von Pirna niedergelassen hatte.

## Nachlass
Weiß hinterließ eine sehr reichliche Sammlung von Mustern, die meist seiner eigenen Konzeption entsprungen und bei sauberster Ausführung in Kohle, Blei oder Farbstoff, seltener in Kreide gehalten sind. Eine Reihe der Blätter in seinem Nachlass, von denen einige mit Tierdarstellungen (vor allem Jagdstücken) versehen sind, haben überdies Wappenzier vorgesehen, wofür meist in den Außenecken bei der Borte geschmackvoll gerahmte ovale oder Kreissegmente von ihm offen gelassen worden sind. Von Mustern zu bestimmten Wappen größerer Ausführung, und zwar ausschließlich österreichischen Adels, finden sich in seinem Nachlass insgesamt fünf vor.